# オトコの居場所
『オトコの居場所』（オトコのいばしょ）は、TBS系列で1994年7月3日から9月25日に「東芝日曜劇場」枠で放送されたテレビドラマ。
中条静夫の生前最後の出演となった。

## あらすじ
大手アルコールメーカー「コガネビール」のバリバリの販促マン・直樹がある日突然、秘書課への移動を命じられたが、秘書課は女の園。秘書課ではお局様のいじめや秘書同士のいがみ合いを目の当たりにし、間に入った直樹は大弱り。おまけに家に帰っても妻･妻の母･娘と女だらけで居場所のない状態になり…。

## キャスト
- 河上直樹：秘書課長…三浦友和
- 河上百合子：直樹の妻…秋野暢子
- 三木洋子：秘書課…大島智子
- 田村さなえ：秘書課…床嶋佳子
- 望月玲子…洞口依子
- 深町すみれ：秘書課…髙田万由子
- 池沢貴一郎…竹内力
- 河上正樹…松澤一之
- 酒井浩一郎…大河内浩
- 等々力静枝…佐々木すみ江
- 岡田運転手：社長のお抱え運転手…石倉三郎
- 芦田副社長…中丸忠雄
- 河上貞子…岩崎加根子
- 後藤櫻子：百合子の母…園佳也子
- 等々力信正：社長…中条静夫
- 大坪千秋：秘書課専任課長…白川由美

## 主題歌
- 「奇跡の時」奥居香

## スタッフ
- 脚本：小林竜雄
- 音楽：coba
- プロデュース：市川哲夫
- 演出：桑波田景信、難波一弘、丹羽多聞アンドリウ

## サブタイトル
1. 秘書課長のフンドシ　視聴率 19.1%
2. 不倫女とよばれて　視聴率 17.6%
3. 危険な贈り物　視聴率 14.9%
4. 母　視聴率 14.5%
5. 秘書マル秘接待　視聴率 10.2%
6. カミさんのいない休日　視聴率 14.1%
7. お局様の怒り　視聴率 11.2%
8. 課長の左遷?　視聴率 11.3%
9. ムコは風見鶏　視聴率 15.8%
10. 社長緊急入院　視聴率 11.5%
11. 病室前で社長夫人と女帝が激論!　視聴率 11.7%
12. 式典前夜・課長に見せたお局様の涙　視聴率  13.5%
13. 社長交代!その時　視聴率 13.6%